# New Year Peak
Der New Year Peak (englisch für Neujahrspitze) ist ein rund 2600 m hoher Berg im ostantarktischen Viktorialand. In der Millen Range ist er die dominante Erhebung auf der Nordwestseite des Toboggan Gap.
Seinen Namen erhielt auf Vorschlag des neuseeländischen Geologen Bradley Field, dessen Mannschaft des New Zealand Geological Survey hier zum Jahreswechsel 1981/82 kampiert hatte.